# 姊崎天神山古墳
姊崎天神山古墳（日语：／ Anesakitenjinyamakofun）是位於日本千葉縣市原市姊崎的一座前方後圓墳，為姊崎古墳群的一部分，千葉縣指定史跡。

## 概要
古墳建於養老川下流左岸的高地，姊崎一帶存在數座大型前方後圓墳，連同此古墳在內統稱為姊崎古墳群。古墳的中間細部建有菅原神社（天神社），古墳名亦是由此以來。1947年，古墳在調查姊崎二子塚古墳的附近遺跡時被發現，但是目前為止仍未對古墳展開考古調查，只有在1974年和1993年分別由明治大學考古學研究室和千葉縣教育委員會進行了測量調查。
古墳為前方後圓墳，前方部分朝西，墳丘長128米，為姊崎古墳群中規模最大，亦是房總半島一眾前期古墳中規模最大，而前方部分仍然保持原貌。墳丘的南邊至東邊被周壕所包圍，由於尚未進行考古調查，因此內裡情況不明，也未能看見埴輪等文物。
從墳形和位置推斷，古墳建於古墳時代前期（4世紀中前期），而姊崎古墳群則被視為《先代舊事本紀》「國造本紀」記載的上海上國造的首長墓群，此古墳也是其中之一，古墳也被認為是在姊崎古墳群中後於今富塚山古墳，但早於釋迦山古墳建成。另外，古墳的西南方向本來建有兩座圓墳寶藏寺古墳和寶藏寺2號墳，但是現在已經不存在。
1968年，古墳域成為千葉縣指定史跡。

## 規模

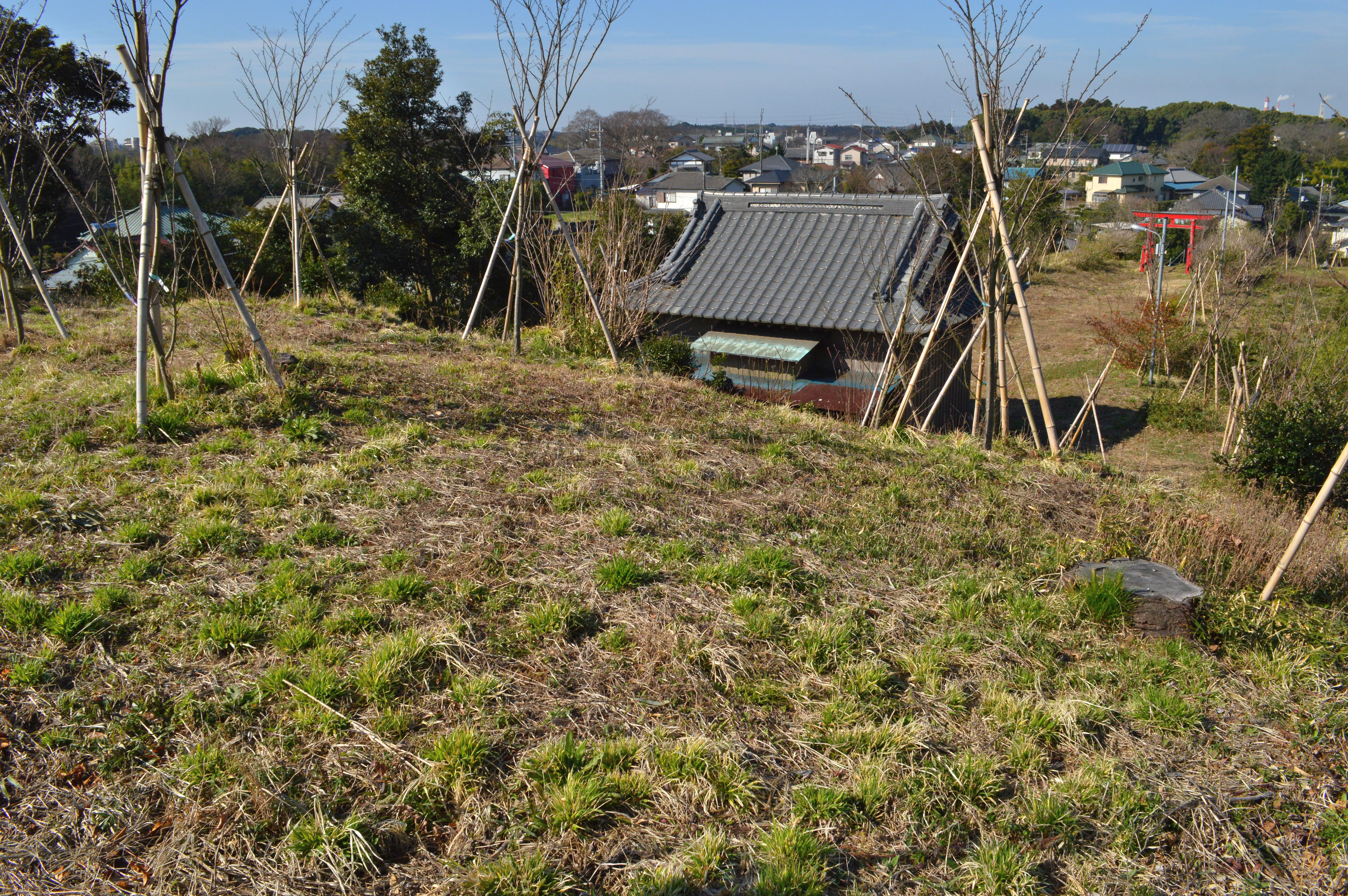
由後圓部分望向前方部分
中央是菅原神社。

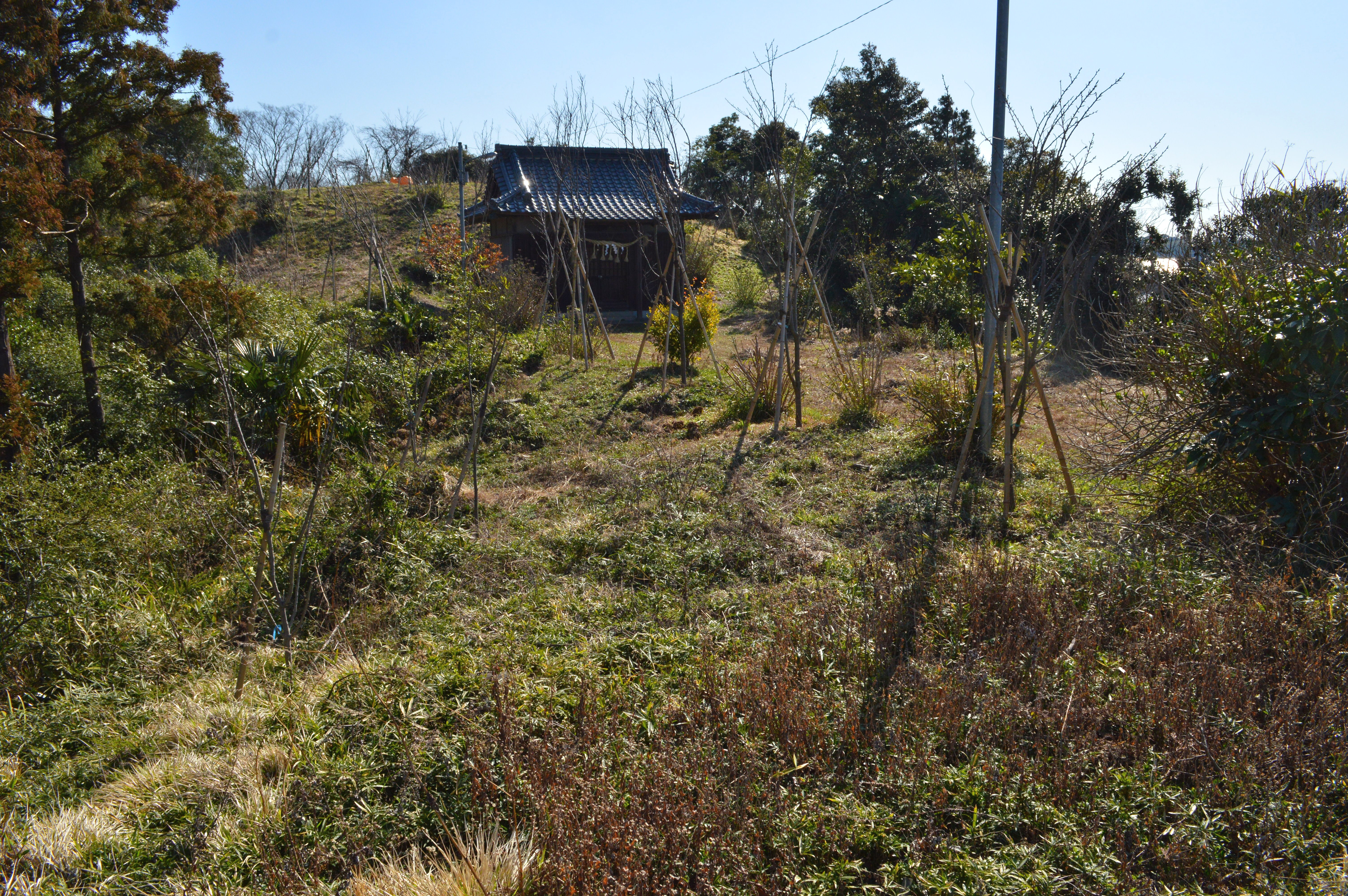
由前方部分望向後圓部

古墳的規模如下。
- 墳丘長：128米
- 後圓部分
  - 直徑：60米
  - 高：14米
- 前方部分
  - 闊：55米
  - 長：65米
  - 高：8米
- 中間細部
  - 闊：32.5米
  - 高：10米

## 文物
- 史跡
  - 姊崎天神山古墳—1968年4月9日指定[2]。

## 外部連結
- 姉崎天神山古墳（页面存档备份，存于）
- 姉崎天神山古墳（页面存档备份，存于）